# Khumjung
Khumjung (népalais : खुम्जुंग) est un village dans le district de Solukhumbu situé dans la zone de Sagarmatha au nord-ouest au Népal. Au recensement de 2011 il y avait une population de 1 912 personnes vivant dans 551 ménages.

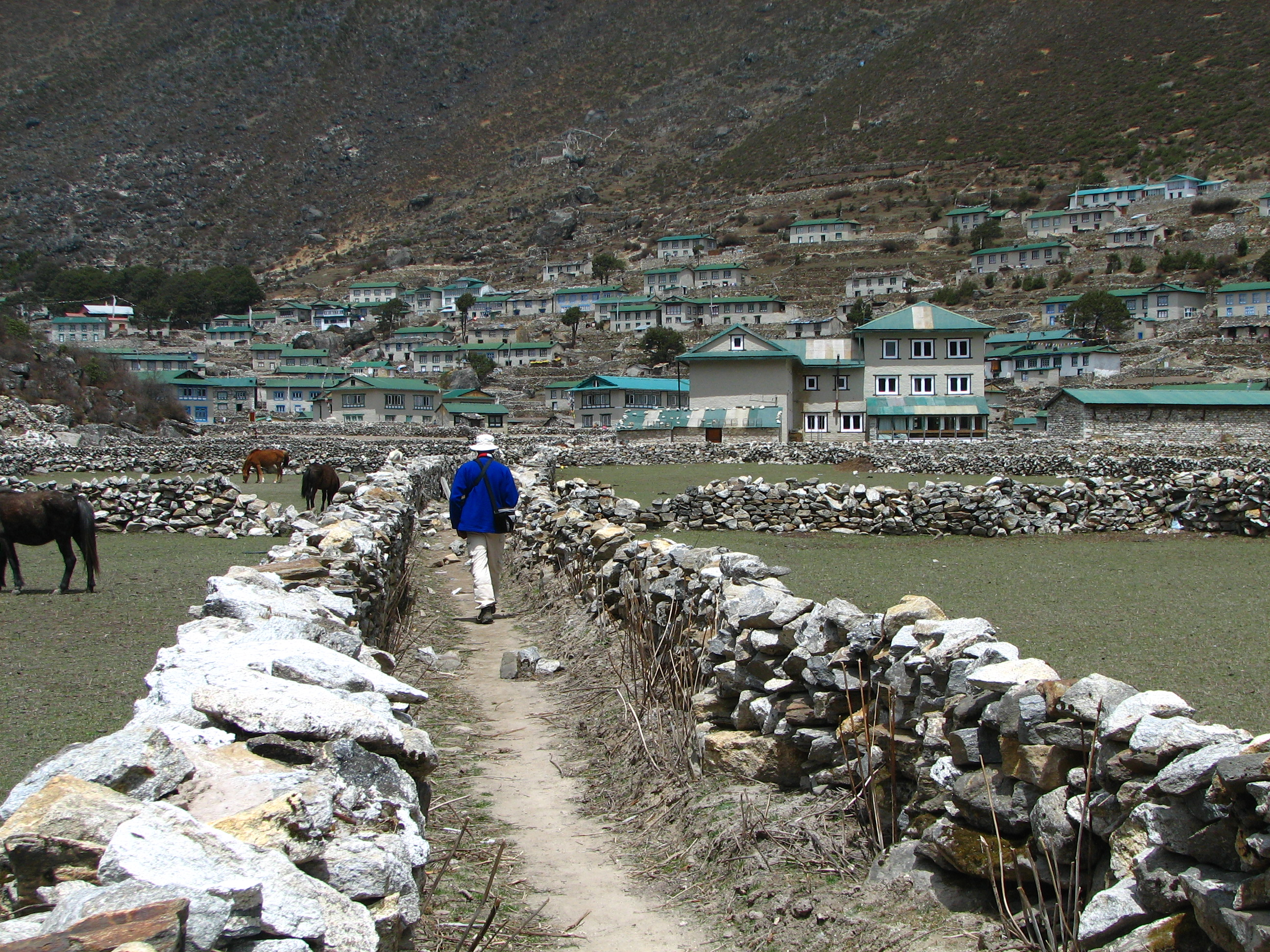
Village de Khumjung

Il est situé dans la région du Khumbu dans le Parc national de Sagarmatha, classé par l'UNESCO comme un site du patrimoine mondial depuis 1979.
La ville est le siège du comité de développement des villages de Khumjung qui comprennent Kunde, Khumjung, Tengboche, Pangboche, Pheriche, Dole, Chharchung, Machhermo, Lobuche, Dingboche et Gokyo.
Le village est situé à une altitude de 3 970 mètres et près du mont Khumbila.
Ce village a des communications modernes comme Internet, les téléphones fixes et mobiles.
L'école « Hillary » fondée par Edmund Hillary en 1961, huit ans après sa conquête de l'Everest, dispense un enseignement à plus de 350 enfants.

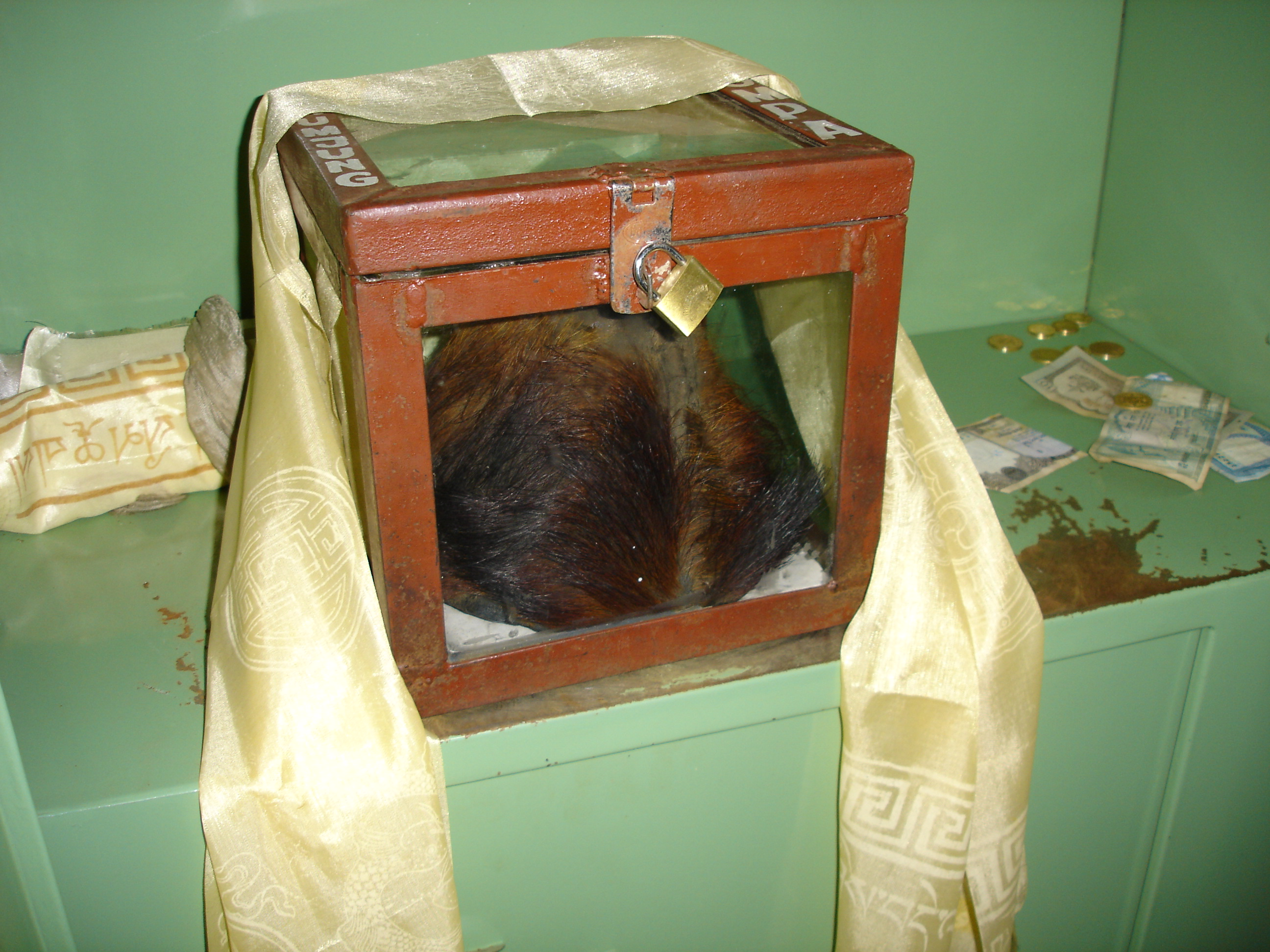
Ceci est censé être le cuir chevelu d'un Yéti dans le monastère bouddhiste de Khumjung.

L'un des monastères bouddhistes à Khumjung possède un cuir chevelu supposé être d'un Yéti.

VDC Khumjung - Villages et hameaux
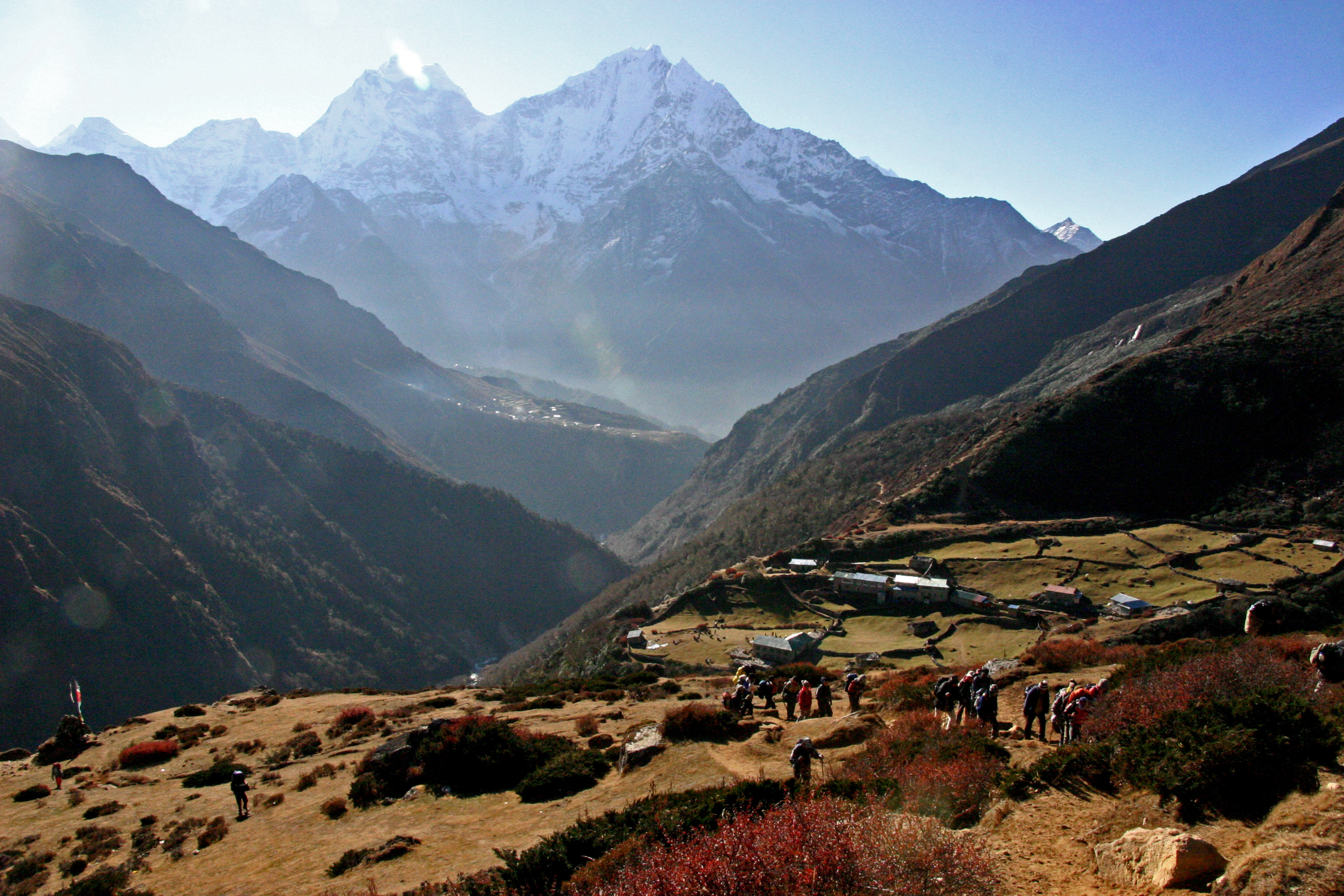
Dhole
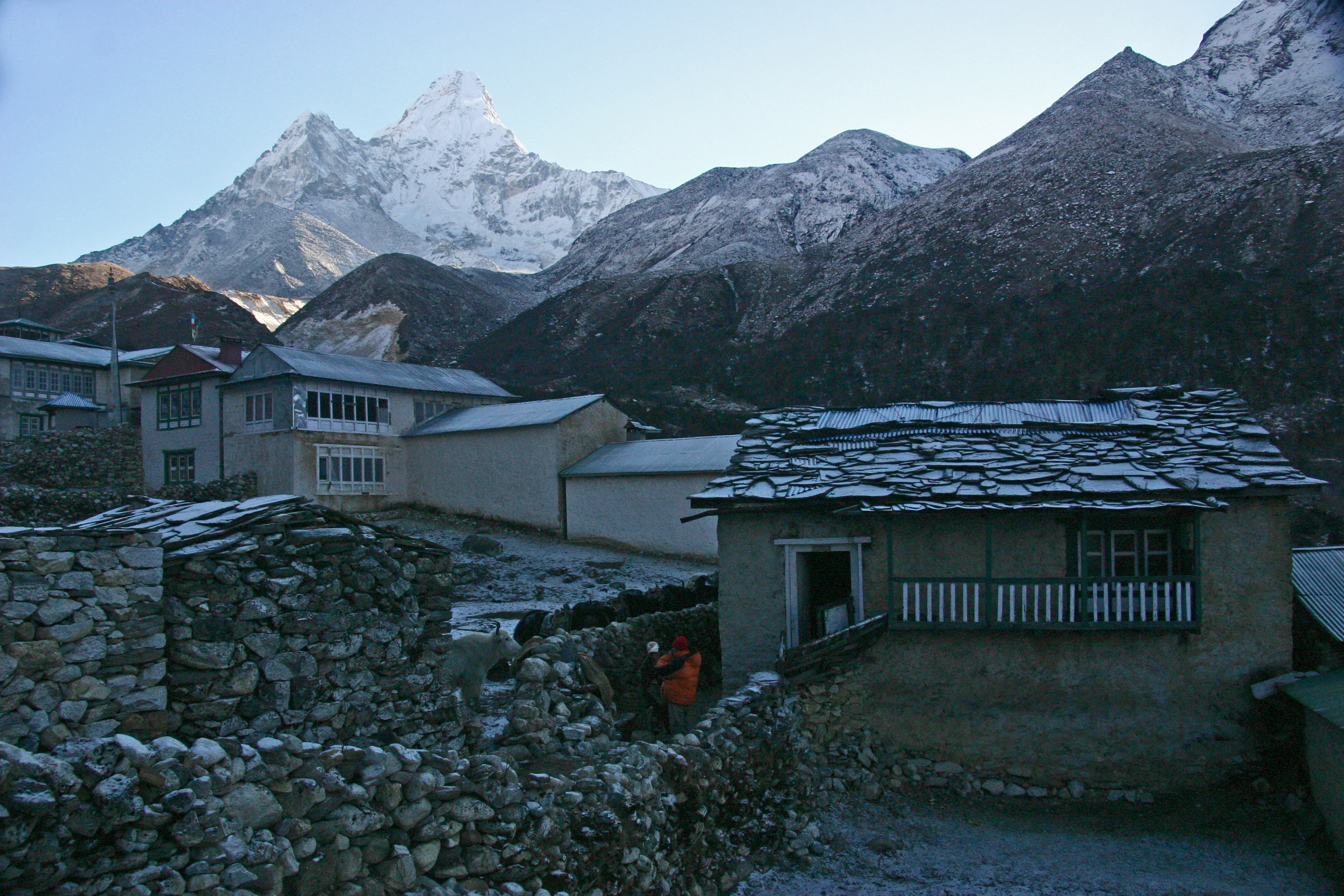
Dingboche
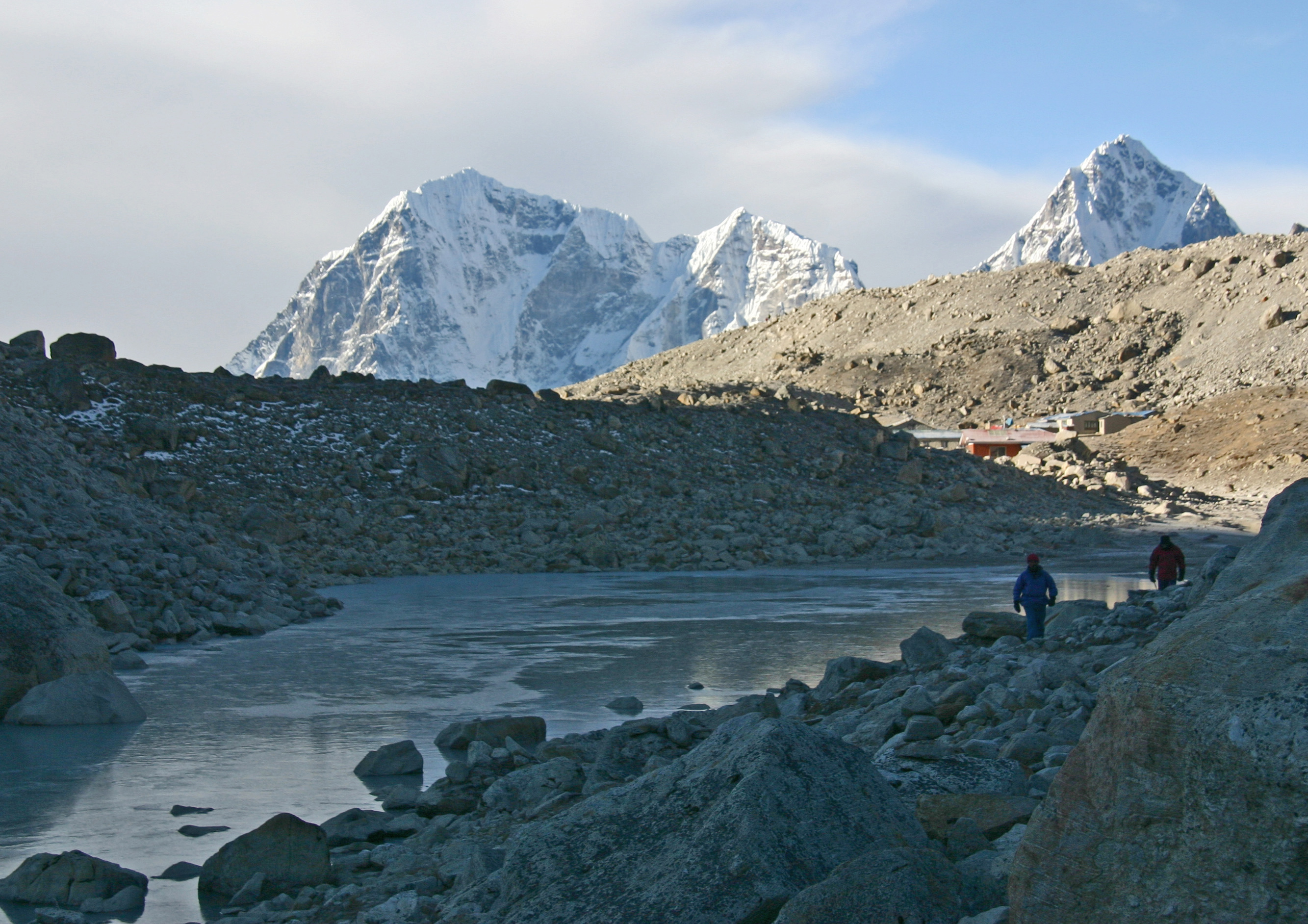
Gorak Shep
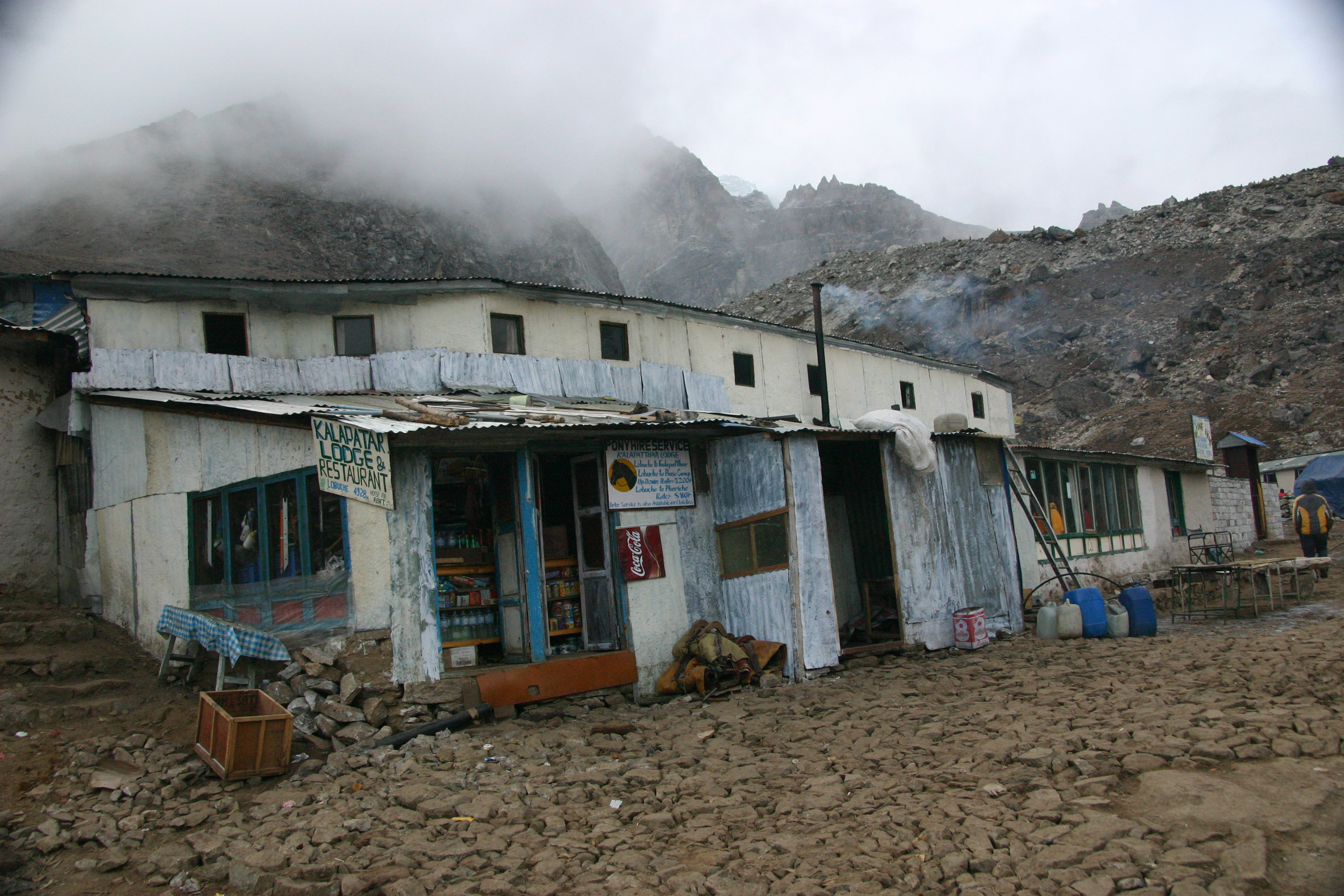
Lobuche
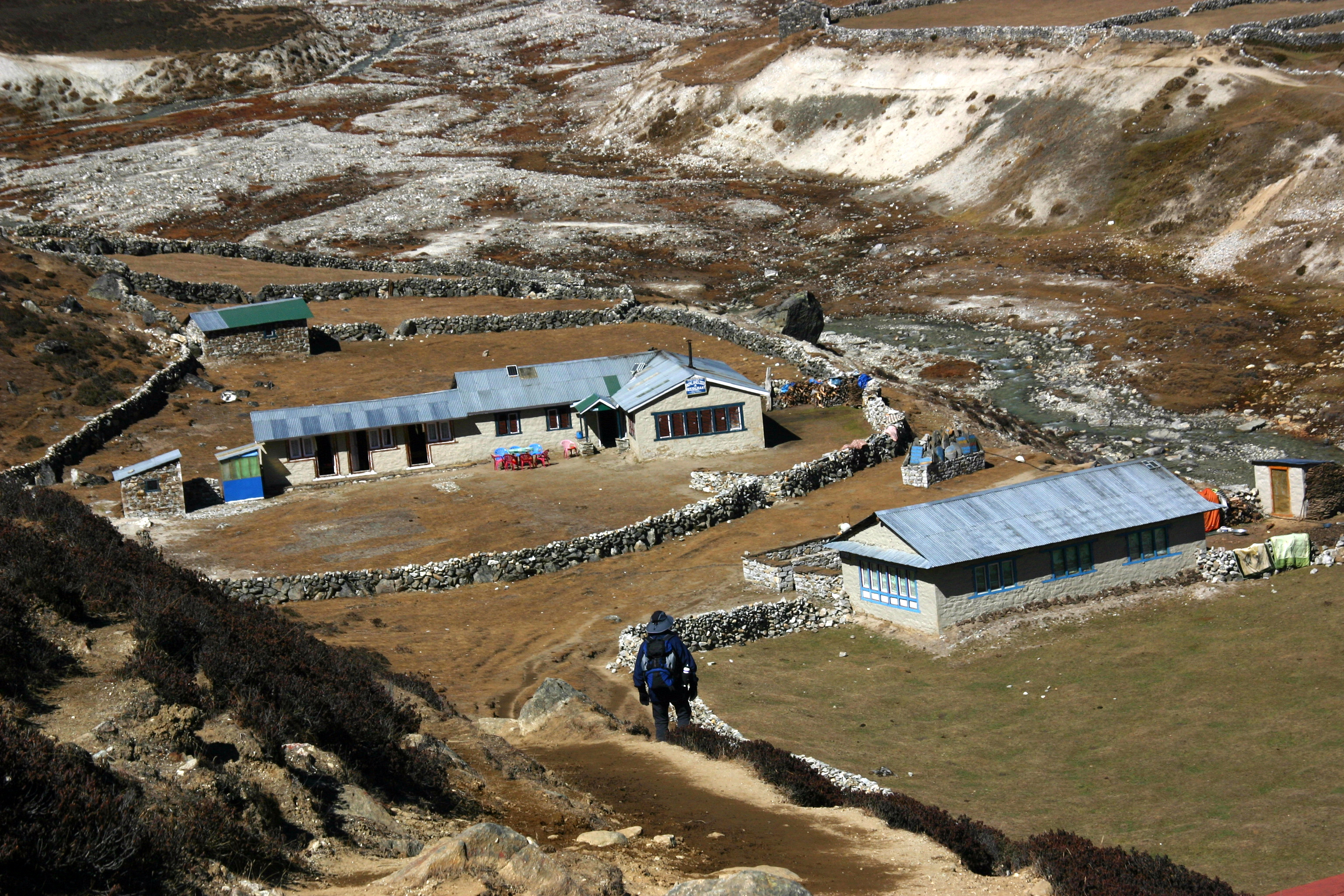
Machhermo
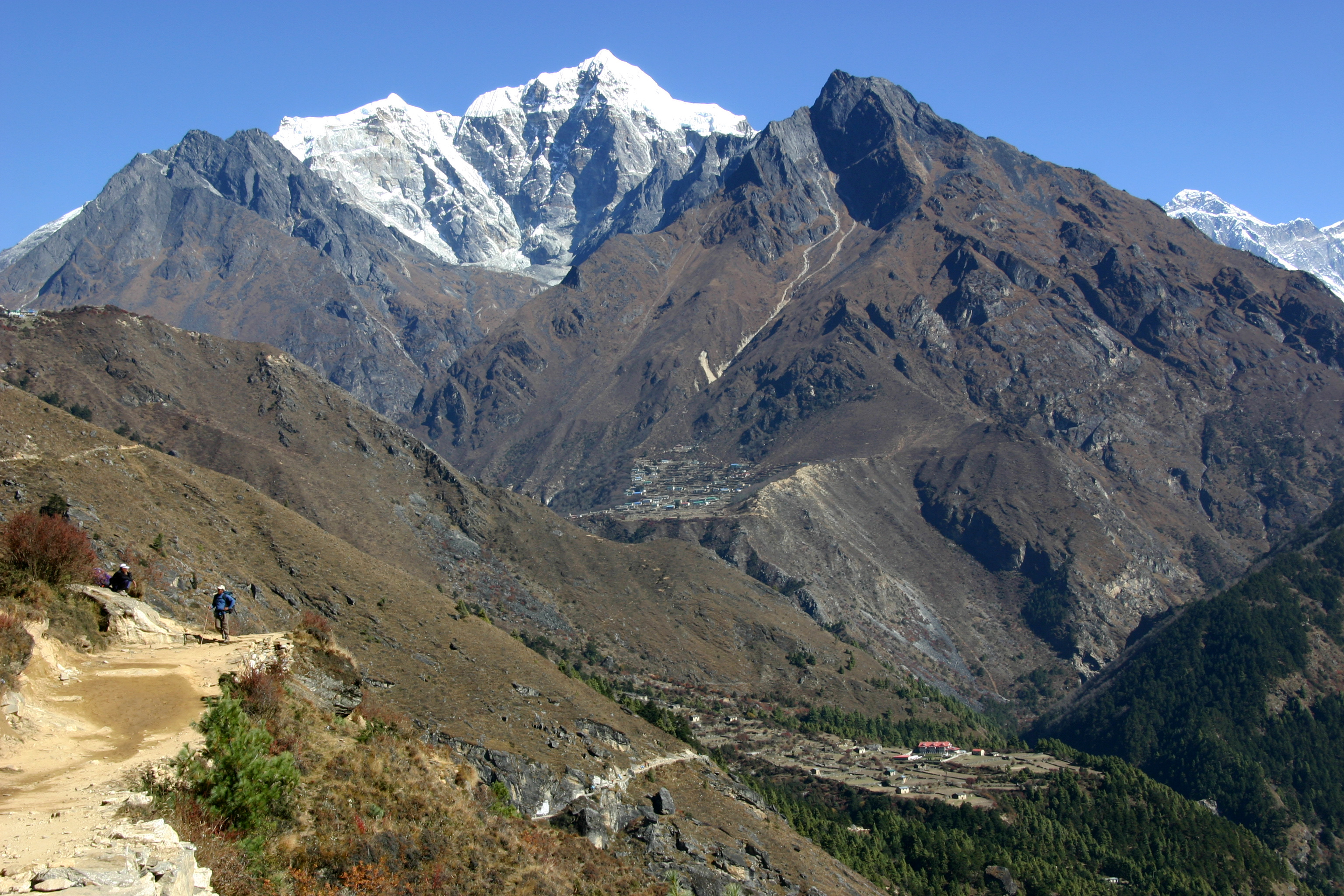
Phortse
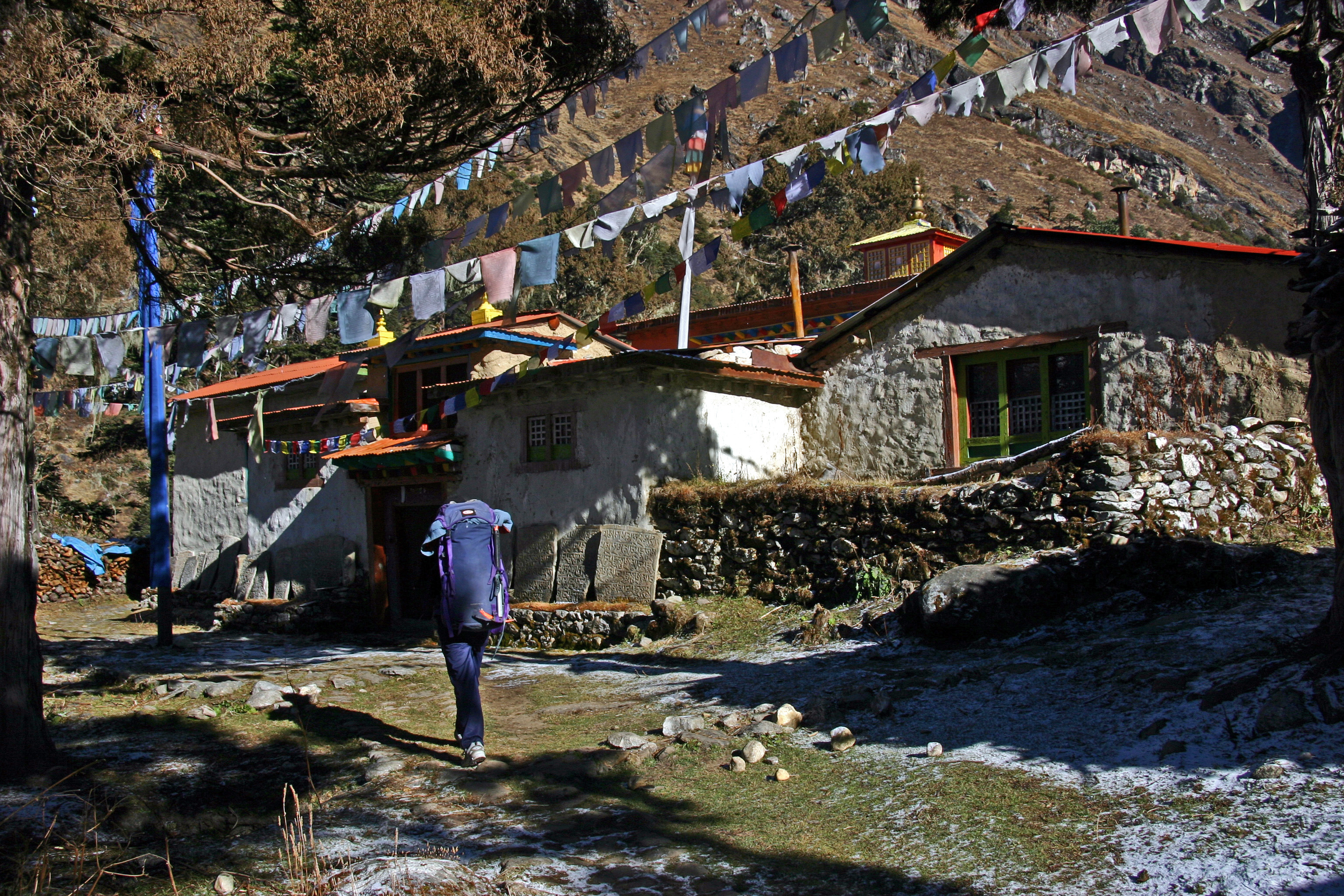
Deboche gompa
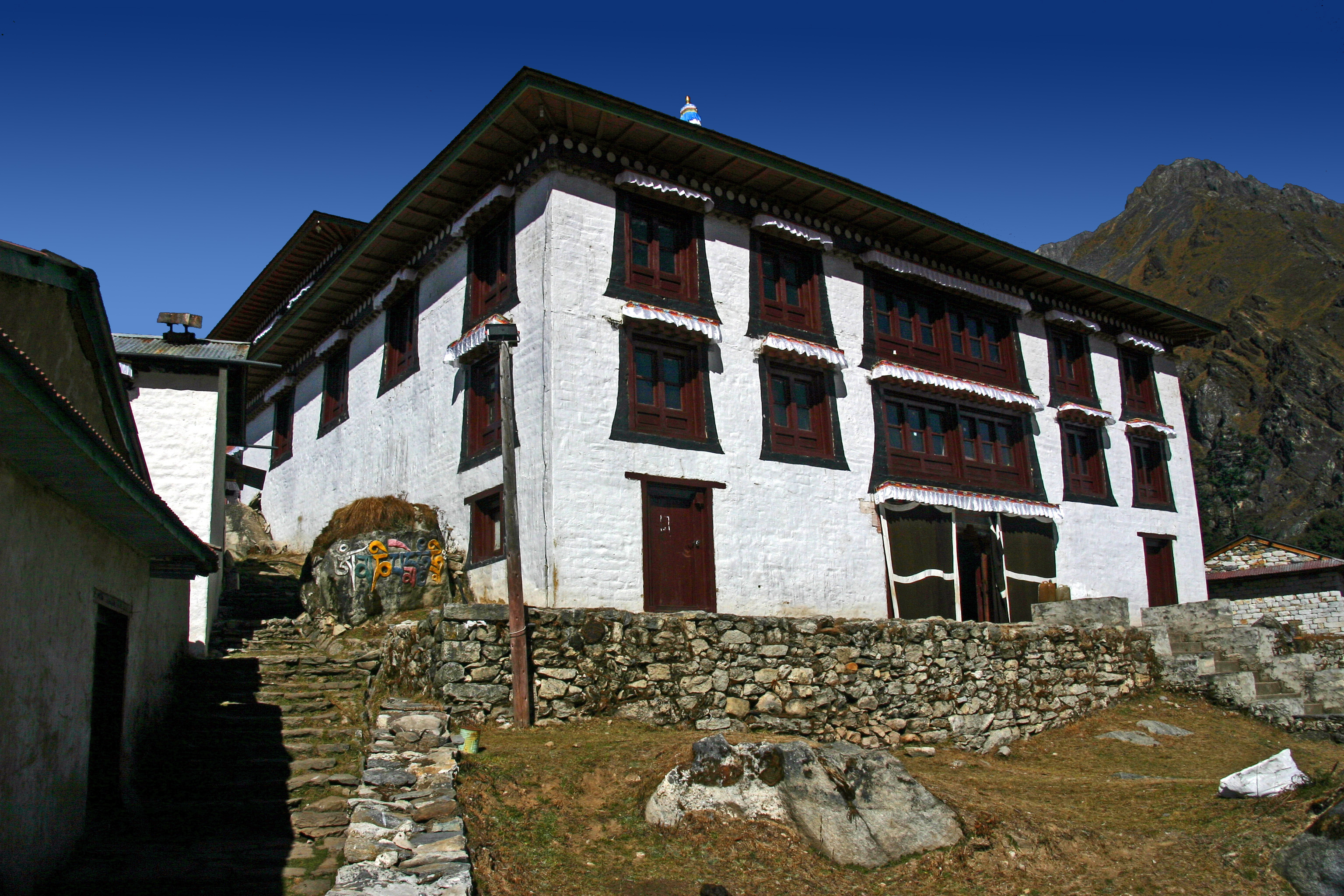
Tengboche